# پرسیوال بانی
پرسیوال بانی (انگلیسی: Percival Bonney; ۱۴ سپتامبر ۱۸۴۲ – ۴ اوت ۱۹۰۶) یک قاضی اصلی دادگاه قضایی بود.

## زندگی شخصی
بانی در شهر مینوت به دنیا آمد. او تنها فرزند خانوادهٔ خود بود. او تحصیلات خود را در آکادمی هبرون و دانشگاه واتلفیلد در سال ۱۸۶۳ به پایان رساند. او یکبار در سال ۱۸۶۴ ازدواج کرد و دارای ۲ فرزند دختر شد.

## دوران کاری
او کار خود را کار خود را به عنوان منشی در وزارت خزانه‌داری ایالات متحده آمریکا از سال ۱۸۶۳ تا ۱۸۶۵ آغاز کرد. سپس شروع یه تحصیل در رشته حقوق در دفتر جی. اچ دارموند در شهر پورتلند، مین کرد. او از سال ۱۸۶۶ تا ۱۸۷۸ به وکالت مشغول و با استنلی پالن همکار بود. سرانجام او توسط فرماندار ایالت مین به مقام قاضی اصلی دادگاه قضایی منصوب شد.
او همچنین در کارنامهٔ خود، مدیر شرکت ان ام، عضوی از مجلس اصلی قانون گذاری از سال ۱۸۶۹ تا ۱۸۷۰، عضو دلتا کاپا اپسیلونو انجمن فی بتا کاپا، رئیس هیئت امنای آکادمی هبرون و رئیس هیئت امنای دانشگاه کولبی از سال ۱۹۰۲ تا ۱۹۰۶ را دارد.